# William Edward Parry
William Edward Parry (født 19. december 1790 i Bath, død 8. juli 1855 i Bad Ems) var en engelsk søofficer og polarfarer.
Parry trådte 12 år gammel ind i den engelske marine og gjorde under krigene i 19. århundredes begyndelse bl.a. tjeneste i et skib, der skulle beskytte hvalfangsten ved Spitsbergen. Parry deltog 1818 som chef for det ene af sir John Ross’ skibe, Alexander; i en ekspedition for at finde en Nordvestpassage. De trængte op i Smith Sund, havde forbindelse med eskimoerne ved Kap York og genfandt Lancaster Sund; men da Ross mente, at det var lukket mod vest, vendte de tilbage. Parry hævdede ved hjemkomsten, at der måtte findes en vestlig gennemfart, og stilledes 1819 i spidsen for en lignende ekspedition bestående af Hecla og Griper. Han sejlede gennem Lancaster Sund og, efter forgæves at have søgt gennemgang ad Prince Regent Inlet, gennem Barrow Stræde og videre vest på til Melville Ø, hvor isen spærrede al fremgang, men det lykkedes at ise skibene i vinterhavn. Denne første frivillige overvintring i Polarhavets is blev lykkeligt overstået. Efter næste sommers forgæves kamp for at komme længere vest på, opdagedes Banks Land (? Er det nu gældende danske navn Banksø, se en:Bank Island), men ekspeditionen nødsagedes til at vende tilbage igennem Lancaster Sund. Der var opdaget eskimo-ruiner på Parry Øerne, og moskusoksen var set for første gang. Da ekspeditionen nord for 74. breddegrad havde passeret 110° vestlig længde, tilkom den en af regeringen udsat præmie på 5000 £ Sterling. Nordvestpassagen var ikke fundet, men Parry var overbevist om, at en sådan på disse breddegrader ikke kunne have nogen praktisk betydning, og at man derfor måtte søge den sydligere gennem Hudsonbugten og langs Amerikas Nordkyst. 1821 udsendtes han med skibene Fury og Hecla, tog gennem Hudson Stræde mod nord ind i Fox Kanalen, hvor han overvintrede ved Melville øens sydspids for næste år at fortsætte gennem Fury og Hecla Strædet, hvor han overvintrede anden gang og vendte hjem 1823. Også denne gang havde isen stoppet ekspeditionen, men den kom hjem med store geografiske opdagelser og værdifulde oplysninger om eskimoerne i disse egne. Regeringen opgav dog ikke tanken om Nordvestpassagen, men sendte ham atter næste år med de samme skibe gennem Lancaster Sund for om mulig at samarbejde med Franklins Landekspedition. Han overvintrede i Prince Regents Inlet og vendte det følgende efterår hjem, efter at Fury var blevet så stærkt beskadiget i isen, at skibet måtte forlades. De var Parrys sidste forsøg på at gennemsejle Nordvestpassagen, men allerede 1827 sejlede han til Spitsbergen med Hecla for at søge at nå Nordpolen, hvad ingen før havde forsøgt. Hans plan var at rejse nord efter fra Spitsbergens nordkyst, hvor skibet lå, med både, som kunne sættes på slæder. På grund af isens beskaffenhed og dens stærke drift syd efter nåedes med de største anstrengelser kun 82 3/4 bredde, der dog var den højeste bredde, som dengang var nået, og som først blev overskreden 48 år senere på George Nares’ ekspedition. Parry adledes, blev udnævnt til kontreadmiral og fik megen anerkendelse for sine store fortjenester.